# Thereselia modesta
Thereselia modesta är en skalbaggsart som beskrevs av Maurice Pic 1944. Thereselia modesta ingår i släktet Thereselia och familjen långhorningar. Inga underarter finns listade i Catalogue of Life.